# Killing Machine
Killing Machine ist das fünfte Studioalbum der britischen Heavy-Metal-Band Judas Priest. Es ist das letzte Album mit Schlagzeuger Les Binks.

## Hintergrund
Killing Machine wurde mit James Guthrie in London eingespielt. Sowohl der englische als auch der amerikanische Albumtitel stammen von jeweils einem Song auf dem Album. Zusätzlich ist auf der US-Version die Coverversion von The Green Manalishi (With the Two-Pronged Crown) enthalten, welches im Original von Fleetwood Mac geschrieben wurde. Bei den Soli von Hell Bent for Leather and Killing Machine ist erstmals Tapping von Glenn Tipton zu hören; Eddie van Halen hatte es Anfang des Jahres auf seinem Debütalbum bekanntgemacht.
Als Singles erschienen Before the Dawn (27. Oktober 1978), Take on the World (5. Januar 1979), Hell Bent for Leather (21. Januar 1979), Evening Star (27. April 1979), The Green Manalishi (Mai 1979), und Rock Forever (Oktober 1979). Die Single-Erfolge brachten der Band eine Einladung zur Musikshow Top of the Pops ein.
In den USA erschien es aufgrund einer Kontroverse um einen Amoklauf an einer Grundschule in Cleveland mit geänderter Titelliste unter dem Titel Hell Bent for Leather, da das Label CBS in Großbritannien zwar mit dem Originaltitel einverstanden war, das amerikanische Mutterlabel allerdings den Titel zu kontrovers fand.

## Titelliste
| Nr. | Titel                 | Autor(en)                                | Länge |
| --- | --------------------- | ---------------------------------------- | ----- |
| 1.  | Delivering the Goods  | Rob Halford, K. K. Downing, Glenn Tipton | 4:16  |
| 2.  | Rock Forever          | Halford, Downing, Tipton                 | 3:19  |
| 3.  | Evening Star          | Halford, Tipton                          | 4:06  |
| 4.  | Hell Bent for Leather | Tipton                                   | 2:41  |
| 5.  | Take On the World     | Halford, Tipton                          | 3:00  |

| Nr.          | Titel | Autor(en)                | Länge |
| ------------ | --- | ------------------------ | ----- |
| 6.           | Burnin’ Up | Downing, Tipton          | 4:07  |
| 7.           | The Green Manalishi (With the Two-Pronged Crown) (Fleetwood-Mac-Cover; ursprünglich nur auf Hell Bent for Leather, auch auf späteren Veröffentlichungen von Killing Machine) | Peter Green              | 3:23  |
| 8.           | Killing Machine | Tipton                   | 3:01  |
| 9.           | Running Wild | Tipton                   | 2:58  |
| 10.          | Before the Dawn | Halford, Downing, Tipton | 3:23  |
| 11.          | Evil Fantasies | Halford, Downing, Tipton | 4:15  |
| Gesamtlänge: | Gesamtlänge: | Gesamtlänge:             | 38:29 |

## Rezeption

### Rezensionen
Allmusic gab dem Album 4,5 von 5 Sternen. Das Magazin Rock Hard setzte das Album 2005 auf Platz 321 seiner 500 besten Alben.

### Charts und Chartplatzierungen
| ChartsChartplatzierungen       | Höchstplatzierung | Wochen |
| ------------------------------ | ----------------- | ------ |
| Vereinigtes Königreich (OCC)   | 32 (9 Wo.)        | 9      |
| Vereinigte Staaten (Billboard) | 128 (7 Wo.)       | 7      |

### Auszeichnungen für Musikverkäufe
| Land/Region               | Auszeichnungen für Musikverkäufe (Land/Region, Auszeichnung, Verkäufe) | Verkäufe |
| ------------------------- | ---------------------------------------------------------------------- | -------- |
| Vereinigte Staaten (RIAA) | Gold                                                                   | 500.000  |
| Insgesamt                 | 1× Gold ·                                                              | 500.000  |